# Onthophagus centricornis
Onthophagus centricornis là một loài bọ cánh cứng trong họ Bọ hung (Scarabaeidae).